# Postmortem (banda)
No confundir con la banda americana de thrash metal Post Mortem

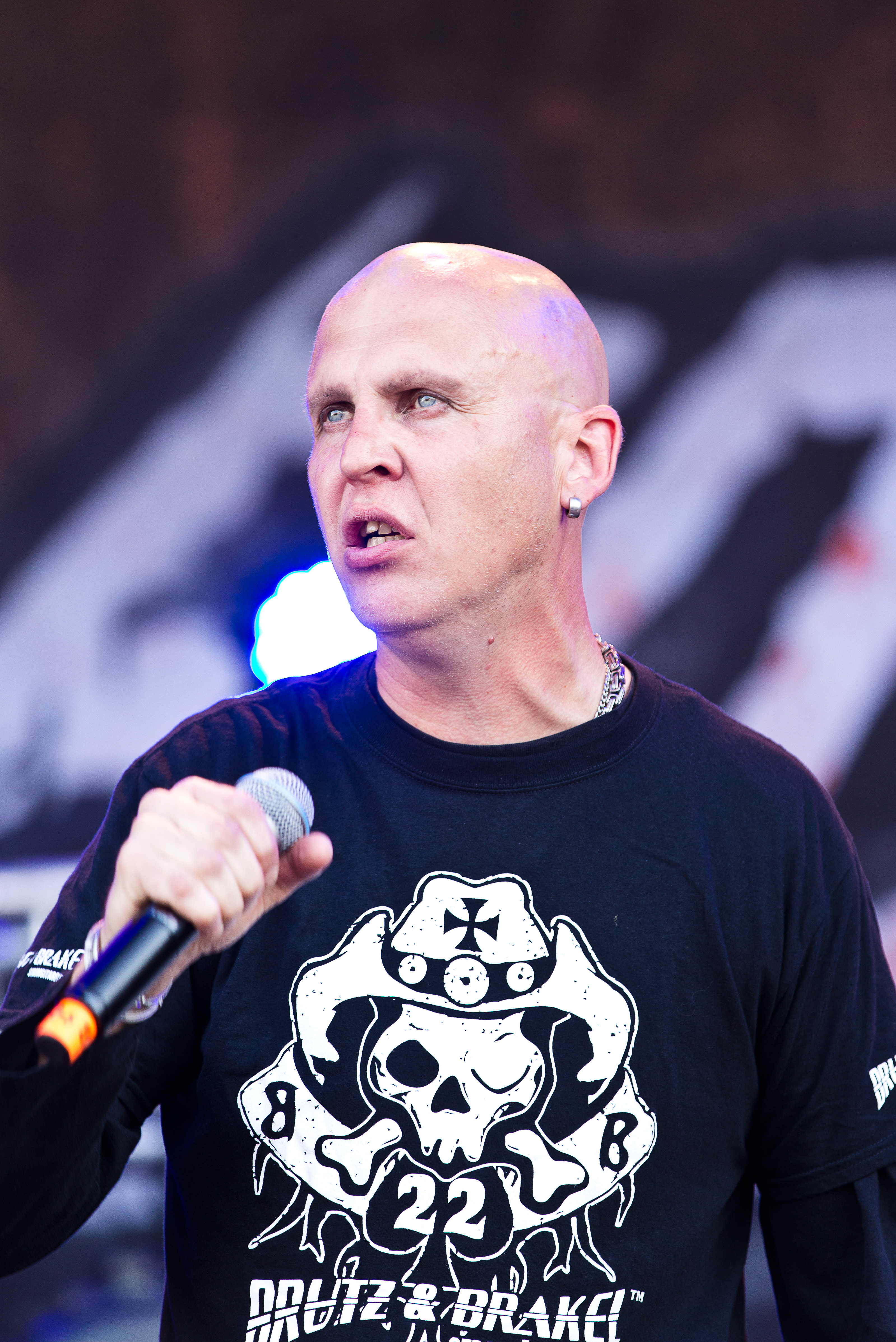
Matthias Rütz en Party San Open Air 2015

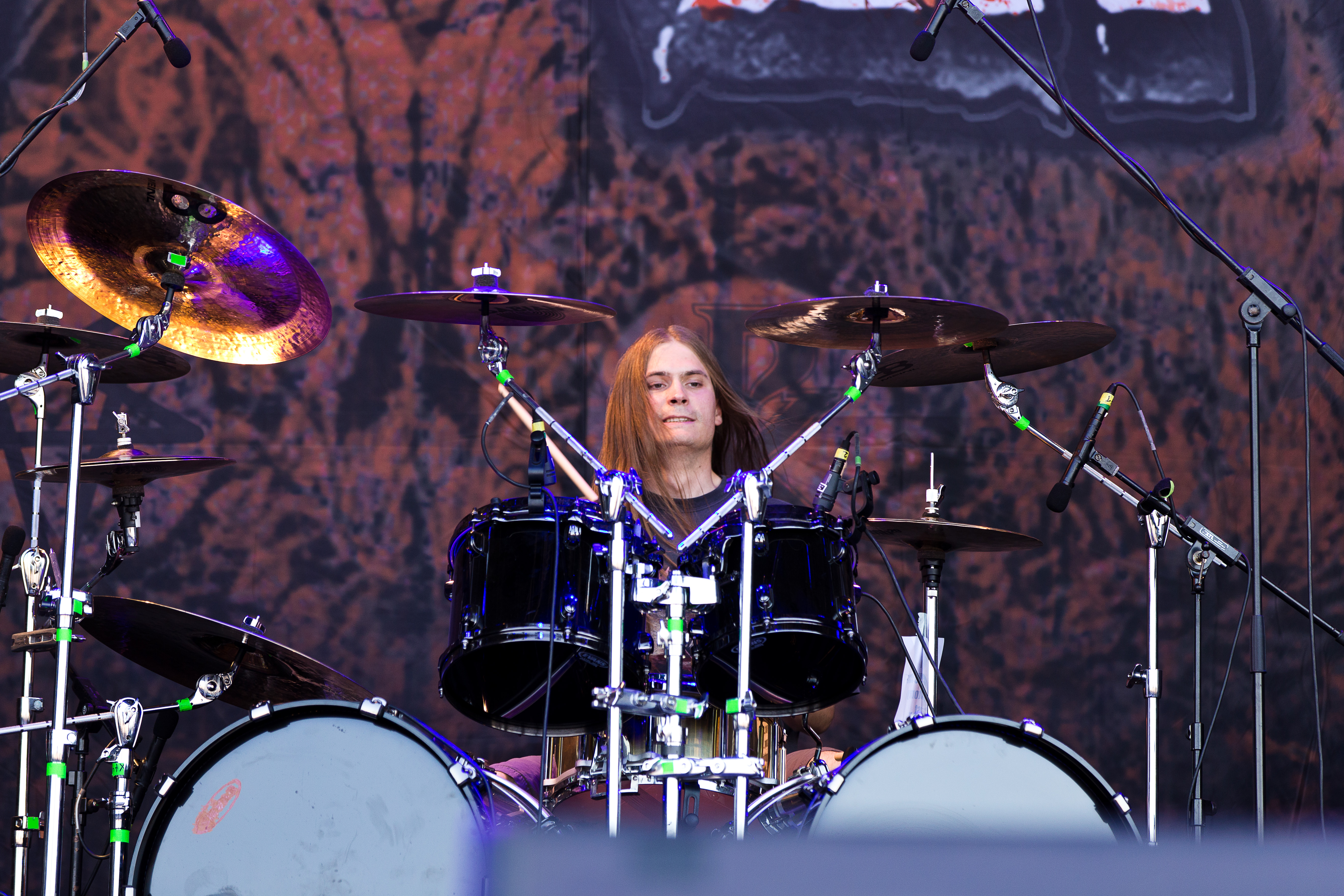
Max Scheffler en Party San Open Air 2015

Postmortem es una banda alemana de death metal de Berlín fundada en 1991.

## Historia de la banda
Después de numerosas presentaciones en vivo (incluyendo tours completos con Crematory y Atrocity) y dos demos, la banda firmó su primer acuerdo discográfico, con Husky Records, y grabó Screams of Blackness, que se agotó y fue reeditado en 1998.
Después de eso, tocaron de nuevo en vivo con Crematory y en algunos grandes festivales (Death Comes in Lithuania con Hypocrisy, Bands Battle con Rammstein, y muchos más).
Después del EP Totmacher , la banda cambió de etiqueta después de algunos desacuerdos y se trasladó a Morbid Records.
Los cuatro lanzamientos fueron presentados después de unas pocas giras, incluyendo una gira europea con Morbid Angel, una gira por Alemania con Sodom) y casi todos los grandes festivales (Wacken Open Air, Full Force, Party San, Dynamo Open Air, Force Attack, Death Comes y muchos más.
Después del lanzamiento de Storm Force la banda se separó de Morbid Records. En 1998 la banda firmó un acuerdo de licencia para el mercado estadounidense con Pavement Music.
Join The Figh7club fue lanzado a través de la estación 54 / SimRec y fue promovido en vivo en 2004 en una gira europea con Pro Pain y Carnal Forge. 
A pesar de una buena respuesta de la prensa y los fanes, el baterista y el segundo guitarrista dejaron la banda en 2004.
En 2006 la banda encontró con Max Scheffler un nuevo baterista y en 2007 Post mortem recorrió con esa nueva alineación el Giant-Tour con Ektomorf y Onslaught. 
En noviembre de 2008, Post mortem lanzó con "Constant Hate" su cuarto álbum de estudio a través de "War-Anthem Records" después de 10 años sin un LP oficial. "War-Anthem Records" planea lanzar el próximo álbum de Post mortem "Seeds of Devastation" para noviembre de 2010.

## Discografía
- Secret Lunacy (Demo, 1991)
- Last Aid To Die (Demo, 1992)
- Screams Of Blackness (Album, Husky, 1994)
- Der Totmacher (Single/EP, Morbid, 1996)
- The Age Of Massmurder (Album, Morbid, 1997)
- Repulsion (Album, Morbid/Pavement, 1998)
- Storm Force (Single/EP, Morbid, 2000)
- Join The Figh7club (Single/EP, Station 54/SimRec, 2003)
- Constant Hate (Album, War Anthem Records, 2008)
- Seeds of Devastation (Album, War Anthem Records, 2010)
- XX (Album, War Anthem Records, 2011)

## Miembros

### Actuales
- Marcus Marth - Guitarra (1991-2005, 2006-presente)
- Matthias "Doc Putz" Rütz - Voz (1991-2005, 2006-presente), Bajo (1991)
- Tilo "Mr. T" Voigtländer - Bajo (1991-2005, 2006-presente)
- Max Scheffler - Batería (2006-presente)

### Anteriores
- Marko Thäle - Batería (1991-2000)
- Sven Gohdes - Guitarra (1991-1993)
- Dirk Olesch - Guitarra (1993-1995)
- Andreas "Andy" Grant - Batería (2000-2003)
- Schrod - Batería (2003-2005)
- Ekkehard "Ekki" Wolff - Guitarra (2003-2005)